# 16 Lacertae A
16 Lac A è una stella della costellazione della Lucertola, situata nella parte meridionale della costellazione, a poco più di un minuto in Ascensione Retta dalla costellazione di Andromeda.
È una stella variabile, nota come EN Lac, tipo Beta Cephei + binaria ad eclisse, la cui luminosità massima è di 5,41, con oscillazioni fino a 0,11 magnitudini e periodi riconosciuti per la fase di variabile Beta Cephei di 0,16917, 0,17077 e 0,181692 giorni; per la fase di binaria ad eclisse abbiamo invece un'ampiezza di magnitudine di 0,04, con periodo di 12,096816 giorni.
È anche componente del sistema multiplo 16 Lac, cui si rimanda per un approfondimento delle caratteristiche fisiche.

## Fonti
- (EN) Cataloghi stellari, su alcyone.de. URL consultato il 15 gennaio 2008 (archiviato dall'url originale il 30 aprile 2016).
- (EN) Scenta, su scenta.co.uk. URL consultato il 15 gennaio 2008 (archiviato dall'url originale l'11 ottobre 2008).
- Software astronomico Megastar 5.0